# Stenopogon aeacidinus
Stenopogon aeacidinus är en tvåvingeart som beskrevs av Samuel Wendell Williston  1886. Stenopogon aeacidinus ingår i släktet Stenopogon och familjen rovflugor. Inga underarter finns listade i Catalogue of Life.